# Bandera de Ruanda
La bandera nacional de Ruanda fue adoptada el 25 de octubre de 2001. Es una bandera dividida en tres franjas horizontales con los colores azul (la superior), amarillo (la situada en el centro) y verde (la inferior). La franja superior posee un grosor de doble tamaño respecto a las dos inferiores. En el cuadrante superior más alejado del mástil aparece representado el sol, dentro de la franja azul. El amarillo representa el crecimiento económico, el verde la prosperidad y el azul el optimismo y la buena suerte.

## Banderas anteriores
La antigua bandera de Ruanda (usada desde 1962) estaba compuesta, como la bandera de Guinea, por tres franjas verticales del mismo tamaño de color rojo (la más cercana al mástil), amarillo (la central) y verde. En la franja central de la bandera ruandesa figuraba, desde 1962, la inicial del nombre del país "R" en color negro para diferenciarla de la guineana. Esta bandera se cambió, como parte de la renovación nacional emprendida tras el genocidio de Ruanda. Derivados de la bandera de Etiopía, los colores verde, amarillo y rojo representan la paz, la esperanza por el futuro y el pueblo. El reverso de la bandera de Ruanda no estaba definido en la legislación, y la mayoría de las banderas tenían el reverso reflejado, con la excepción de las banderas utilizadas en ceremonias.

Bandera del Reino de Ruanda (1959-1962).
Antigua bandera de Ruanda (1962-2001)
Reverso de la bandera de Ruanda (1962-2001)